# Lista de escolas de Itaquaquecetuba

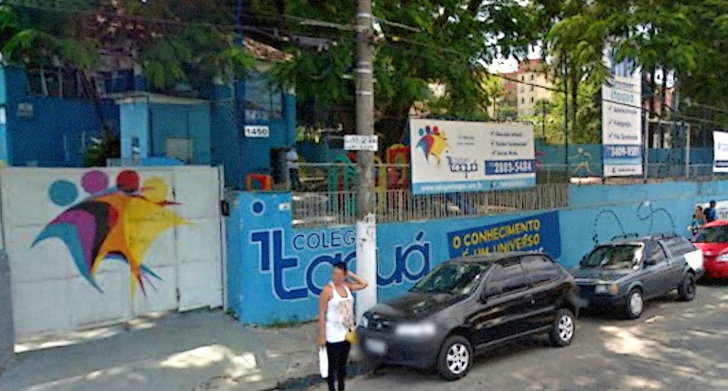
Colégio Itaquá, na Vila Zeferina, Centro de Itaquaquecetuba, é uma das escolas mais notáveis do município.

Aqui são listados as unidades escolares de Itaquaquecetuba, município brasileiro localizado na região da Grande São Paulo, totalizando 187 escolas disponíveis no município (entre estas, creches e/ou colégios), de acordo com dados da amostra do censo demográfico de 2010, e, da população total, 81 473 habitantes frequentam estas unidades escolares. É importante ressaltar que foram levados em consideração na listagem as escolas estaduais cadastradas pela prefeitura e pela Diretoria de Ensino da Região de Itaquaquecetuba, no ano de 2014.
Entre as unidades escolares mais notáveis de Itaquaquecetuba, está destacado o Colégio Itaquá, na Vila Zeferina, como este sendo uma das melhores escolas do município pela sua qualidade de ensino e educação. Além deste, outra escola também destacada é o primeiro núcleo estudantil de Itaquaquecetuba (mais tarde, Grupo Escolar Benedito Vieira da Mota), que começou suas atividades oficialmente em 1945, sendo este o marco inicial para as Escolas Estaduais de Itaquaquecetuba. Algumas outras escolas e colégios do município também eram conhecidas, estas por haver possibilidades de serem fechadas durante uma reorganização no ensino médio, e fundamental 1 e 2 destas escolas, que seriam transferidos por ordem de Geraldo Alckmin, 35º governador do estado de São Paulo, no ciclo único em 2016.
Itaquaquecetuba também conta com instituições de ensino superior, como a Universidade de Guarulhos (UNG), sendo que o município faz parte de um dos campus da instituição, localizada próxima ao centro, na Vila Virgínia, e também com uma Faculdade de Tecnologia (FATEC), construída em 2007, e localizada na Estação Manoel Feio.

## Lista das escolas estaduais
| Nº | Nome                                | Endereço                                            | CEP       | Telefones           |
| 1  | Amália Maria dos Santos             | Rua Vital Brasil, s/nº - Vila Maria Augusta         | 08570-310 | 4647-3933 4647-5889 |
| 2  | Bairro Pequeno Coração II           | Rua Fernão Magalhães, 91 - Bairro Pequeno Coração   | 08579-590 | 4648-2053 4648-3815 |
| 3  | Carmen Netto Santos, Profª          | Rua San Genaro, 320 – Parque Residencial Califórnia | 08584-280 | 4648-6458 4648-6776 |
| 4  | Cícero Antonio de Sá Ramalho, Prof. | Rua Ferraz de Vasconcelos, 1.000 – Jardim do Carmo  | 08577-540 | 4640-2157 4647-5874 |
| 5  | Clóvis da Silva Alves, Prof.        | Rua Padre Bento, s/nº – Jardim Carolina             | 08588-320 | 4648-9078 4648-6510 |